# Emetic Cult
Emetic Cult è il primo album in studio del gruppo musicale goregrind Haemorrhage, pubblicato nel 1995 dalla Morbid Records.

## Tracce
1. Nekromantik (Prelude) / Uncontrollable Proliferation of Neoplasm – 4:49
2. Decrepit Dejection – 1:07
3. Dilacerate the Sweet Diabetic Diabolism – 3:48
4. Deranged for Loathsome – 5:26
5. Excavating the Iliac Fossa – 2:09
6. Grotesque Embryopathology – 4:11
7. Intravenous Molestation of Obstructionist Arteries (O-Pus) – 0:43
8. Via Anal Introspection – 4:02
9. Fermented Post-Mortem Disgorgement – 2:30
10. Cadaveric Metamorphose – 1:16
11. Anatomized – 1:28
12. Pernicious Dyseptic Inoculation – 3:31
13. Foetal Mincer – 2:21
14. Expectorating Pulmonary Mucu-Purulence – 4:27

## Formazione
- Luisma - voce, chitarra
- Lugubrious - voce
- Ana Belen de Lopez - chitarra
- Ramón Checa - basso
- Jose - batteria